# WWE Brand Extension

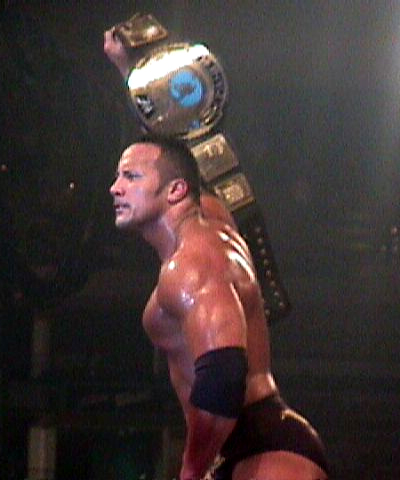
The Rock foi o primeiro lutador a ser transferido durante a implementação da extensão de marcas.

WWE Brand Extension (em português: extensão de marcas da WWE) é um processo realizado pela promoção de luta livre profissional WWE (anteriormente conhecida como World Wrestling Entertainment) para dividir seus funcionários entre os dois programas principais da empresa: Raw e SmackDown. Este sistema foi instaurado em 2002 após o fim das Monday Night Wars e da aquisição da World Championship Wrestling (WCW) em 2001. O plantel da então WWF (World Wrestling Federation) dobrou de tamanho. A fim de permitir igualdade de oportunidades a todos os lutadores, a empresa aprovou uma extensão de marca para que a WWF passasse a ser representada e promovida com as "marcas" Raw e SmackDown. Para concretizar a separação de talentos, era realizado um draft para determinar em qual programa os lutadores apareceriam. O processo terminou em 29 de agosto de 2011 quando o chefe de operações da WWE Triple H anunciou que todos os lutadores apareceriam em ambos os shows.
No entanto, uma nova extensão de marcas foi implementada em 19 de julho de 2016 quando o SmackDown passou a ser transmitido ao vivo nas noites de terça-feira na USA Network.

## Visão geral
Após a conclusão das Monday Night Wars em 2001, uma rivalidade entre a então WWF e sua promoção arqui-rival World Championship Wrestling (WCW), a WWF saiu vitoriosa, tendo adquirido todos os ativos da WCW e da Extreme Championship Wrestling (ECW, a terceira maior promoção nos Estados Unidos durante este período) e os empregados de ambas as empresas através de aquisições separadas. Com a compra de suas concorrentes, a WWF se tornou na única empresa de luta livre profissional com distribuição internacional.
Com a aquisição de novos talentos, o plantel da WWF dobrou de tamanho. A fim de permitir a igualdade de oportunidades a todos os seus funcionários, a empresa aprovou uma extensão de marca para que a WWF passasse a ser representada e promovida com as "marcas" Raw e SmackDown.
O plano original era para relançar a WCW (que seria uma entidade independente nas histórias, mas estaria sob o controle da WWF na realidade) com uma faixa de transmissão na TNN (agora Spike TV) de duas horas nas noites de sábado. Estes planos foram eventualmente desfeitos devido à reputação da WCW em perder dinheiro, com a noite de sábado sendo ocupado pelo programa WWF Excess (depois WWE Velocity e WWE Confidential).
Depois de não conseguir garantir um espaço na televisão, um outro método seria a WCW tomar conta do Raw ou SmackDown e usar o show para recriar seus homólogos, Nitro ou Thunder. Esta experiência foi feita pela primeira vez na edição de 2 de julho de 2001 do Raw, quando os 20 minutos finais foram dados a WCW, em que os empregados da WWF foram substituídos por grande parte de ex-talentos da WCW. Após a audiência local não gostar do segmento e com a WWF focada em dividir seu plantel e com os planos para relançar a marca WCW fracassando, a história da invasão foi usada como um segundo recurso.
Por causa da conclusão antecipada do enredo após o Survivor Series de 2001, a WWF executou seu plano alternativo, que era separar seus próprios dois shows: anteriormente, os lutadores apareceriam em ambos Raw e SmackDown, mas com esta extensão, os lutadores seriam exclusivos para apenas um show. Apenas o campeão da WWF e a campeã feminina estavam isentos e poderiam aparecer em ambos os shows.
A extensão começou oficialmente em 25 de março de 2002 com um draft no Raw e entrou em vigor uma semana depois, em 1 de abril. Em 13 de junho de 2006, depois de um evento isolado, a WWE anunciou uma adição à sua programação de um horário nobre para a ECW no Sci-Fi. A nova ECW serviu como uma terceira marca, e um renascimento da ECW original. Ambas as instâncias das extensões de marca requeriam que os representantes de cada marca escolhessem os lutadores para o seu show em um draft.

### Antecedentes
Em 17 de março de 2002, o presidente da World Wrestling Federation (WWF) Vince McMahon anunciou oficialmente que a empresa representaria  o negócio de luta livre profissional através de duas marcas distintas chamadas "Raw" e "SmackDown" – nomes dos dois programas de televisão semanais da WWF. Este foi um resultado direto da aquisição da World Championship Wrestling (WCW) e Extreme Championship Wrestling (ECW), as corporações rivais primárias da WWF ao longo dos anos 1990, que resultaram na adição de numerosos talentos para a WWF.
Em termos de enredo, Ric Flair tinha-se tornado dono de cinquenta por cento da WWF após o Survivor Series 2001 depois de Shane e Stephanie venderem suas ações para ele a fim de comprar a WCW e ECW, respectivamente, como forma de começar o enredo da invasão. Vince McMahon detestava ter que compartilhar sua criação com Flair e procurou dissolver sua parceria. Simultaneamente, Flair estava envolvido em uma rivalidade com The Undertaker e esperava concluí-la com uma luta no WrestleMania X8. No entanto, o Conselho de Administração da WWF só permitiria a realização do combate se Flair cedesse sua parte da empresa para McMahon. Flair concordou, mas o Conselho declarou que iria rever o status da propriedade da WWF depois do WrestleMania.
Em continuação à história, a decisão final do Conselho foi dividir todo o plantel da WWF em duas entidades separadas, com McMahon no controle da marca SmackDown e Ric Flair no controle da marca Raw. Todos os lutadores da WWF seriam atribuídos a uma marca com base nas seleções aleatórias realizadas através de um draft. No Raw de 25 de março de 2002, o processo foi realizado, em que cada proprietário escolheu um total de trinta empregados.

### Seleção dos lutadores
O draft ocorreu em 25 de março de 2002. A primeira metade do processo foi televisionado ao vivo na TNN por duas horas, como parte do programa Raw. A segunda metade foi realizada através da Internet no site oficial da WWF, WWF.com. Cada proprietário poderia escolher trinta lutadores, para sua respectiva marca, Raw e SmackDown. Os funcionários restantes foram divididos aleatoriamente, com cada marca recebendo um total de trinta lutadores.
| Escolha nº | Marca (para) | Escolha nº | Empregado (Nome real) |
| ---------- | ------------ | ---------- | --- |
| 1          | SmackDown    | 1          | The Rock (Dwayne Johnson) |
| 2          | Raw          | 1          | The Undertaker (Mark Calaway) |
| 3          | Smackdown    | 2          | Kurt Angle |
| 4          | Raw          | 2          | nWo (Kevin Nash, Scott Hall & X-Pac (Sean Waltman)) McMahon permitiu a nWo ser escolhida como um grupo. |
| 5          | SmackDown    | 3          | Chris Benoit Transferido enquanto se recuperava de uma cirurgia no pescoço. Benoit fez o seu regresso no Raw. |
| 6          | Raw          | 3          | Kane (Glenn Jacobs) |
| 7          | SmackDown    | 4          | Hulk Hogan (Terry Bollea) |
| 8          | Raw          | 4          | Rob Van Dam (Rob Zsatkowski) Quando foi transferido, Van Dam era campeão intercontinental, fazendo o título exclusivo do Raw. |
| 9          | SmackDown    | 5          | Billy Gunn (Monty Sopp) e Chuck Palumbo Quando foram transferidos, Billy e Chuck eram campeões de duplas, fazendo o título exclusivo do SmackDown. Em adição, o treinador deles, Rico, foi transferido junto.                            |
| 10         | Raw          | 5          | Booker T (Booker Hoffman) |
| 11         | SmackDown    | 6          | Edge (Adam Copeland) |
| 12         | Raw          | 6          | Big Show (Paul Wight) |
| 13         | SmackDown    | 7          | Rikishi (Solofa Fatu) |
| 14         | Raw          | 7          | Bubba Ray Dudley (Mark LoMonaco) |
| 15         | SmackDown    | 8          | D-Von Dudley (Devon Hughes) |
| 16         | Raw          | 8          | Brock Lesnar Quando foi transferido, o treinador de Lesnar, Paul Heyman, foi transferido junto. |
| 17         | SmackDown    | 9          | Mark Henry |
| 18         | Raw          | 9          | William Regal (Darren Matthews) Quando foi transferido, Regal era o campeão europeu, fazendo o título exclusivo do Raw. |
| 19         | SmackDown    | 10         | Maven (Maven Huffman) Quando foi transferido, Maven era o campeão hardcore, fazendo o título exclusivo do SmackDown. No entanto, Raven derrotaria Maven pelo título antes da separação das marcas, trazendo o título para o Raw com ele. |
| 20         | Raw          | 10         | Lita (Amy Dumas) |
| 21         | SmackDown    | 11         | Billy Kidman (Peter Gruner) |
| 22         | Raw          | 11         | Bradshaw (John Layfield) |
| 23         | SmackDown    | 12         | Tajiri (Yoshihiro Tajiri) Quando foi transferido, Tajiri era o campeão peso-leve, fazendo o título exclusivo do SmackDown. |
| 24         | Raw          | 12         | Steven Richards (Michael Manna) |
| 25         | SmackDown    | 13         | Chris Jericho (Chris Irvine) |
| 26         | Raw          | 13         | Matt Hardy |
| 27         | SmackDown    | 14         | Ivory (Lisa Moretti) |
| 28         | Raw          | 14         | Raven (Scott Levy) |
| 29         | SmackDown    | 15         | Albert (Matt Bloom) |
| 30         | Raw          | 15         | Jeff Hardy |
| 31         | SmackDown    | 16         | The Hurricane |
| 32         | Raw          | 16         | Mr. Perfect (Curt Hennig) |
| 33         | SmackDown    | 17         | Al Snow (Al Sarven) |
| 34         | Raw          | 17         | Spike Dudley (Matthew Hyson) |
| 35         | SmackDown    | 18         | Lance Storm (Lance Evers) |
| 36         | Raw          | 18         | D'Lo Brown (Accie Connor) |
| 37         | SmackDown    | 19         | Diamond Dallas Page (Page Falkinburg) |
| 38         | Raw          | 19         | Shawn Stasiak (Shawn Stipich) |
| 39         | SmackDown    | 20         | Torrie Wilson |
| 40         | Raw          | 20         | Terri (Terry Boatright Runnels) |
| 41         | SmackDown    | 21         | Scotty 2 Hotty (Scotty Garland) |
| 42         | Raw          | 21         | Jacqueline (Jacqueline Moore) |
| 43         | SmackDown    | 22         | Stacy Keibler |
| 44         | Raw          | 22         | Goldust (Dustin Runnels) |
| 45         | SmackDown    | 23         | Christian (Jay Reso) |
| 46         | Raw          | 23         | Trish Stratus (Trish Stratigeas) |
| 47         | SmackDown    | 24         | Test (Andrew Martin) |
| 48         | Raw          | 24         | Justin Credible (Peter Polaco) |
| 49         | SmackDown    | 25         | Faarooq (Ron Simmons) |
| 50         | Raw          | 25         | Big Boss Man (Ray Traylor) |
| 51         | SmackDown    | 26         | Tazz (Peter Senerchia) |
| 52         | Raw          | 26         | Tommy Dreamer (Tommy Laughlin) |
| 53         | SmackDown    | 27         | Hardcore Holly (Bob Howard) |
| 54         | Raw          | 27         | Crash Holly (Mike Lockwood) |
| 55         | SmackDown    | 28         | Val Venis (Sean Morley) |
| 56         | Raw          | 28         | Mighty Molly (Nora Greenwald) |
| 57         | SmackDown    | 29         | Perry Saturn (Perry Satullo) |

Nota:
- As escolhas #1-20 foram feitas ao vivo no Raw na TNN
- As escolhas #21-57 foram feitos via loteria no WWE.com.

### Consequências
A extensão de marcas foi aplicada oficialmente em 1 de abril de 2002. Stone Cold Steve Austin foi o último lutador a ser escolhido. Um mês depois, a WWF foi processada pela World Wildlife Fund pelo uso do acrônimo WWF. Isso resultou na empresa ser renomeada de "World Wrestling Federation Entertainment, Inc." para simplesmente "World Wrestling Entertainment, Inc.", que causou todos os ativos da WWF ser devidamente renomeados. A rivalidade de Flair e McMahon chegou ao fim na edição de 10 de junho de 2002 do Raw, quando McMahon tornou-se no único proprietário da WWE ao derrotar Flair numa luta no holds barred. Seguindo a situação com a extensão de marca e mudança de nome, por ter duas marcas, a WWF foi capaz de aumentar o número de eventos ao vivo realizados a cada ano de 200 para 350, incluindo viagens em diversos novos mercados internacionais. Mesmo após o fim da extensão de marcas, a WWE continuou a ter duas turnês de eventos ao vivo, um com o campeão da WWE, enquanto o outro caracterizava geralmente John Cena ou outro popular no local do evento.
Após McMahon tornar-se no único proprietário, a função de proprietário foi substituído por "gerentes gerais". Para o Raw, ele anunciou que seria Eric Bischoff, e para o Smackdown, Stephanie McMahon. Na mesma noite, quando ele anunciou Stephanie como a nova gerente geral, ele também afirmou que um período para agentes livres seria iniciado e qualquer lutador poderia assinar com a outra marca. Isto continuou até o outono de 2002. No Raw de 23 de setembro, Bischoff anunciou que o plantel tinha sido congelado e a única maneira para um lutador assinar com o show era pedir uma troca.

### ECW

#### Antecedentes
Após a WWE comprar todos os ativos da Extreme Championship Wrestling (ECW) em 2003, a empresa começou a lançar DVDs que promovia a ECW. Logo depois, a empresa promoveu dois eventos de reunião com seus ex-lutadores, que foram intitulados ECW One Night Stand, realizados em 2005 e em 2006.
Em 25 de maio de 2006, a WWE anunciou o lançamento de uma nova marca, a ECW, um renascimento da promoção da década de 1990. A nova marca estreou no Sci Fi em 13 de junho de 2006.

#### Seleção dos lutadores
O draft de 2006 aconteceu em 29 de maio, onde o representante da ECW, Paul Heyman, escolheu dois lutadores, um do SmackDown e um do Raw para a recém-criada marca ECW.
| Escolha nº | Marca (para) | Empregado (Nome real)           | Papel                | Marca (de) |
| ---------- | ------------ | ------------------------------- | -------------------- | ---------- |
| 1          | ECW          | Rob Van Dam (Robert Szatkowski) | Lutador              | Raw        |
| 2          | ECW          | Kurt Angle                      | Lutador              | SmackDown  |
| 3          | ECW          | Tazz (Peter Senerchia)          | Lutador/comentarista | SmackDown  |
| 4          | ECW          | Big Show (Paul Wight Jr.)       | Lutador              | Raw        |
| 5          | Raw          | Randy Orton                     | Lutador              | Smackdown  |

#### Consequências
No final de 2007, os lutadores do SmackDown e ECW começaram a aparecer nos dois programas como parte de um acordo entre o então gerente geral da ECW Armando Estrada e a gerente geral do SmackDown Vickie Guerrero.
Além do intercâmbio de talentos entre SmackDown e ECW, um intercâmbio entre Raw e ECW foi anunciado em setembro de 2008.
Em 2 de fevereiro de 2010, o presidente da WWE Vince McMahon anunciou que a ECW acabaria em 16 de fevereiro de 2010. A marca ECW foi dissolvida após o show final, com cada lutador da ECW se tornando um agente livre e elegível para participar tanto do Raw ou SmackDown.

### Reintrodução
Em 25 de maio de 2016, foi anunciado que a partir do SmackDown de 19 de julho o programa iria ser transmitido ao vivo nas noites de terça-feira, tendo um plantel único em comparação com o Raw, restaurando assim a extensão de marcas. Um draft aconteceu no episódio de estreia do SmackDown ao vivo para determinar os lutadores de ambas as marcas. No Raw de 11 de julho, Vince McMahon anunciou Shane McMahon como o comissário do SmackDown e Stephanie McMahon como a comissária do Raw.

## Impacto

### Competição inter-promocional
A concorrência entre as marcas foi inicialmente reduzida ao mínimo, com os lutadores de todas as marcas competindo juntos apenas nos eventos em pay-per-view. No entanto, em 2003, todos os eventos pay-per-view tornaram-se exclusivos de uma das marcas, deixando os "quatro grandes" (WrestleMania,SummerSlam, Survivor Series e Royal Rumble) como os únicos shows inter-promocionais.
Começando no final de 2006, em uma tentativa de adicionar mais importância para os shows, lutas inter-promocionais tornaram-se mais comuns. Mais notavelmente, MNM e The Hardys se juntaram novamente, apesar do fato de que os companheiros estavam em marcas separadas. Bobby Lashley também foi notável por sua ação entre marcas, como ele estava envolvido em uma história com o presidente da WWE,  Vince McMahon. O breve retorno do Saturday Night's Main Event também levou a uma maior interação entre as marcas.

### Pay-per-views
A separação do plantel da WWE entre duas marcas também dividiu os pay-per-views, começando com o Bad Blood em junho de 2003. A ideia original era de que apenas o "principais" eventos pay-per-view no momento (Royal Rumble, SummerSlam, Survivor Series, e WrestleMania) seriam os únicos casos em que os lutadores de diferentes marcas interagiriam uns com os outros, e mesmo entre os quatro shows apenas o Royal Rumble e WrestleMania teria lutadores de diferentes marcas concorrentes uns contra os outros. Lutadores, como resultado, só apareciam em dois terços dos shows em um determinado ano, e, portanto, apareciam em menos espetáculos em comparação com antes da extensão de marca. Com pay-per-views de marca única, a WWE era capaz de adicionar mais eventos durante o ano, como o Taboo Tuesday/Cyber Sunday, New Year's Revolution, December to Dismember e The Great American Bash. Eventualmente, a WWE abandonou essa prática depois do WrestleMania 23. December to Dismember e New Year's Revolution foram cancelados após o anúncio.

### Títulos
Inicialmente, o Undisputed WWE Championship e o WWE Women's Championship estavam disponíveis para ambas as marcas. Os outros títulos tornaram-se exclusivos para a marca em que o campeão fazia parte. Quando a extensão de marca começou, o Raw recebeu os campeonatos Europeu e Intercontinental, quando seus respectivos campeões foram escolhidos, enquanto o SmackDown recebeu os campeonatos de duplas e de pesos-leves. Com vários campeonatos específicos sendo exclusivos de uma marca, inúmeros lutadores ficaram sem nenhum título para lutar, exceto pelo Campeonato Hardcore, que apesar de ser propriedade do SmackDown depois do draft, foi disputado sob regras diferentes do que os outros campeonatos.
Este problema foi corrigido em setembro de 2002, quando o Undisputed Championship tornou-se  WWE Championship novamente e foi transferido para o SmackDown, enquanto Eric Bischoff criou o World Heavyweight Championship para o Raw. Pouco tempo depois, o SmackDown criou seu próprio campeonato de duplas, reviveu o United States Championship e tornou o Cruiserweight Championship exclusivo do programa. Enquanto isso, o Raw tornou-se na marca exclusiva para o WWE World Tag Team Championship original, o Campeonato Intercontinental e o Campeonato Feminino. O resultado final foi cada marca ter quatro campeonatos. Quando a ECW foi reativada em 2006, o ECW World Heavyweight Championship foi reintroduzido também.